# Xylotrechus nodieri
Xylotrechus nodieri är en skalbaggsart som beskrevs av Maurice Pic 1933. Xylotrechus nodieri ingår i släktet Xylotrechus och familjen långhorningar. Inga underarter finns listade i Catalogue of Life.